# What The Hack
What The Hack (als Verballhornung des englischen What the heck?, zu Deutsch „Was zum Teufel?“) war die fünfte Veranstaltung einer Folge von Freiluft-Hacker-Konferenzen, die im vierjährlichen Turnus in den Niederlanden stattfinden, in diesem Fall vom 28. bis 31. Juli 2005 in Liempde (Gemeinde Boxtel, Nordbrabant). Ihre Vorgänger waren 1989 die Galactic Hacker Party, 1993 Hacking at the End of the Universe, 1997 Hacking In Progress und 2001 Hackers At Large; Nachfolgeveranstaltungen waren seitdem 2009 Hacking at Random, 2013 Observe. Hack. Make. 2017 Still Hacking Anyway und 2022 May Contain Hackers.
Ins Leben gerufen wurden diese Camps von Aktivisten des kleinen Hackermagazins Hack-Tic. Als Veranstalter trat die von diesen mit Privatmitteln gegründete Stiftung "Stichting HAL2001" auf. Co-Veranstalter war der Chaos Computer Club, der bislang drei Chaos Communication Camps organisiert hat.
Nach zwischenzeitlichen Schwierigkeiten mit der notwendigen Genehmigung konnte die Konferenz wie geplant stattfinden.

## Teilnehmer
Zur viertägigen What The Hack kamen circa 3000 Teilnehmer aus fast allen europäischen Ländern und Übersee.

## Villages
Das Camp selbst war in thematische „Dörfer“ unterteilt, so dass sich Gleichgesinnte leichter finden konnten, um sich zu den jeweiligen Themen austauschen zu können oder gemeinsam an Projekten zu arbeiten.
Es gab rund 50 Villages, darunter waren:
- Wireless Village (in dem ein Mesh-Netz verfügbar war)
- Chaos Village des CCC
- ReHash Village, in dem alle Videos des Camps gesammelt und digitalisiert wurden
- OpenBSD Village, in welchem es unter anderem OpenBSD und das entsprechende Merchandising gab
- Family Village, mit selbstorganisierter Kinderbetreuung

Jeder Teilnehmer konnte ein Village gründen, ohne dass es Vorgaben zu Thema und Größe gab. Daher existierten auch viele kleinere Villages, welche Sammelpunkt für bestimmte Gruppen oder Nationalitäten waren (wie z. B. „British Embassy“, „Belgian Embassy“).

## Aktivitäten
Neben Village-Workshops gab es ein Vortragsprogramm mit Themen wie zum Beispiel Computersicherheit, Software-Patenten, Informationsfreiheit und Biometrie.
Darüber hinaus waren Bereiche zum Feiern oder Ausspannen aufgebaut worden. So gab es beispielsweise einen sonnengeschützten Bereich mit Hängematten sowie ein „Megabit“-Zelt mit verschiedenen Arcade-Geräten, Flipper und einer Tanzfläche. In den Abendstunden wurde man dort mit bekannten Songs aus den 1970er und 1980er Jahren beschallt.

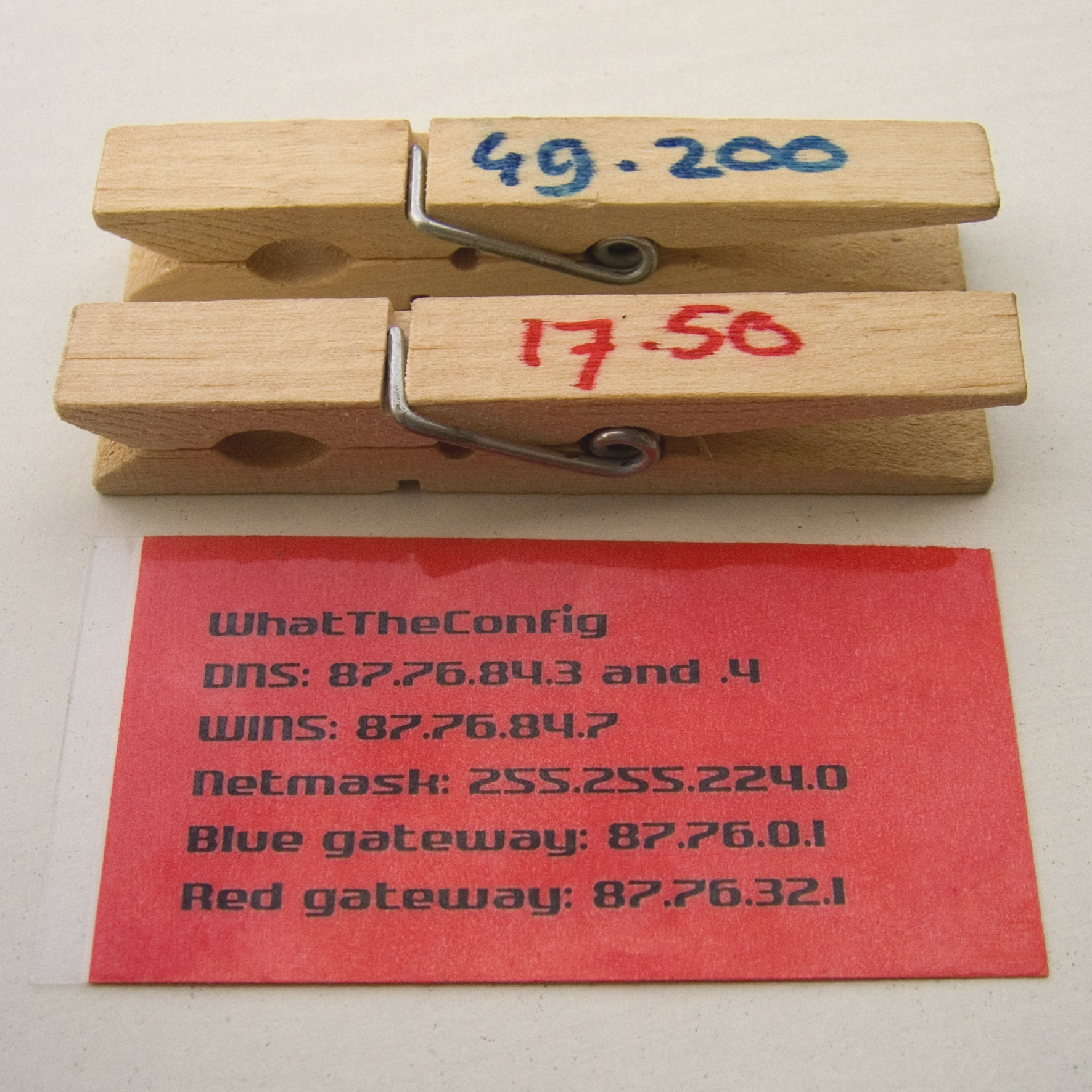
Peg DHCP implementiert: Wäscheklammern und Informationskärtchen von What the Hack!

## Internetanbindung
Während der Veranstaltung war für eine schnelle Internetanbindung (ein Gigabit über drei Kilometer Glasfaser) und WLAN (IEEE 802.11a/b/g) gesorgt.
Am 1. April 1998 wurde die auf Hacking in Progress erstmals angewandte Methode Peg DHCP, mit IP-Adressen beschriftete Wäscheklammern zu verwenden, als RFC 2322 veröffentlicht.